# 潘岱街道
潘岱街道是中华人民共和国浙江省温州市瑞安市下辖的一个街道办事处。
2015年12月25日，浙江省人民政府批复同意调整锦湖街道管辖范围，增设潘岱街道，办事处驻前垟村。

## 行政区划
潘岱街道下辖以下村级行政区划单位：
北首社区、桃花源社区、江都社区、集善社区和仲容社区。